# Penn Valley (Californie)
Penn Valley est une census-designated place du comté de Nevada dans l'État de Californie aux États-Unis.